# Helena (Eurípides)

Helena de Troia, per Evelyn De Morgan

Helena o Hèlena (Ελένη) és el títol d'una de les tragèdies d'Eurípides que està datada en l'any 412 aC.

## Context històric
L’obra fou portada a escena l’any 412 aC, durant les Dionísies d’Atenes. Formava part d’una tetralogia en la qual hi havia també la tragèdia perduda titulada Andròmeda. Aristòfanes en va fer paròdia el 411 aC, a Les tesmofòries. L’obra d’Eurípides és, doncs, una de les darreres que va representar a Atenes en vida, car quatre anys més tard abandonaria la ciutat i s'instal·laria a Macedònia per a morir-se dos anys després. El mateix any de defunció d’Eurípides, va succeir la batalla naval de les illes Arginuses, preludi de la desfeta atenesa a la guerra del Peloponnès.

## Personatges
- Helena o Hèlena
- Teucre
- Cor d'esclaves gregues
- Menelau, rei d'Esparta
- Una vella egípcia
- Un missatger grec
- Un missatger egipci
- Teònoe, profetessa i germana de Teoclimen
- Teoclimen, rei d'Egipte
- Un servent
- Càstor
- Pòl·lux

## Argument
Hera, Afrodita i Atena van acudir a Paris perquè n'escollís la més bella. Aquest escollí Afrodita a canvi de posseir la formosa Helena, que és raptada per Hermes. Paris acudeix a Esparta a per ella, però Hermes la substitueix per una imatge feta d'un núvol que és la que va a Troia. Per tant, els aqueus i els troians havien estat mantenint una guerra per una imatge, no per l'autèntica Helena, que havia estat transportada a Egipte. Aquest país és el lloc on es desenvolupa l'acció, a la tomba del rei Proteu.
Entra en escena Teucre, que ve de combatre en la Guerra de Troia, i informa Helena, sense conèixer-la, de tots els mals que allà hi ha hagut per culpa de l'esposa de Menelau, ella mateixa, durant deu anys de lluita i set d'odissea pels mars. Informa Helena de la mort de Leda que s'havia suïcidat per vergonya del comportament de la seva filla.
Helena es compadeix de la seva situació, ja que Teoclímen, fill del rei Proteu, és qui regna a Egipte i la vol esposar. Tem el pitjor sobre el destí del seu marit Menelau.
Menelau entra en escena després de naufragar amb el seu vaixell. Es troba amb una vella que l'informa sobre el rei Teoclimen que vol esposar Helena i, per tant, persegueix els aqueus. Menelau comença a sospitar que Helena està viva, però tem per la seva vida. Decideix fer front a la situació perquè un savi diu que no hi ha res més poderós que la necessitat i el seu estat no permet moltes opcions alternatives.
Helena ha estat consultant l'endevina Teònoe, que l'informa que Menelau no ha mort i que vaga pels mars, i que ara ha naufragat no lluny d'aquell lloc. Es troba amb Menelau, i els dos es reconeixen. Menelau dubta sobre si és la vertadera Helena, però un missatger li comunica que l'Helena que venia amb ells de Troia ha desaparegut en l'aire, per la qual cosa es convenç que la que ara té al davant és la de veritat.
Helena idea la fórmula per sortir del perill de Teoclimen; es vesteix de negre i convenç aquest perquè es facin uns funerals segons els costums grecs a Menelau, presumptament mort en el mar. Per això, necessiten un vaixell que el rei els presta, i nomena Menelau, disfressat, capità. Una vegada en alta mar, després de vèncer la tripulació de Teoclimen, fugen a Esparta. Un missatger comunica els fets a Teoclimen i apareixen els dioscurs, que ordenen a Teoclimen que accepti la seva sort.